# جامع زنجان
يقع جامع زنجان في زنجان، إيران. يقع المسجد في الجزء القديم من المدينة وتم بنائه عام 1826 في عهد القاجاريين.

## معرض الصور

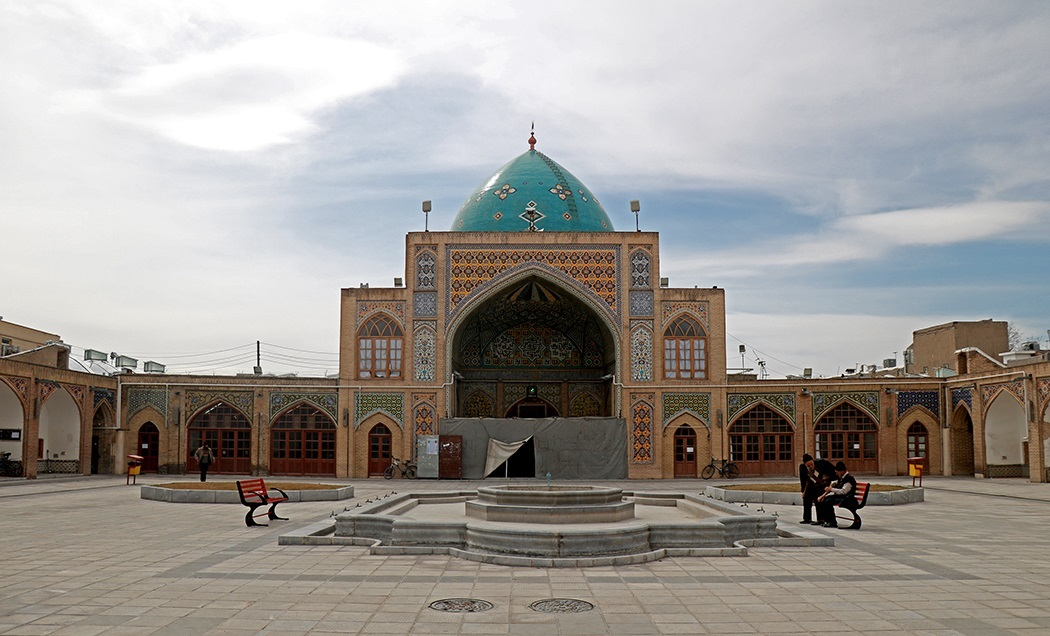
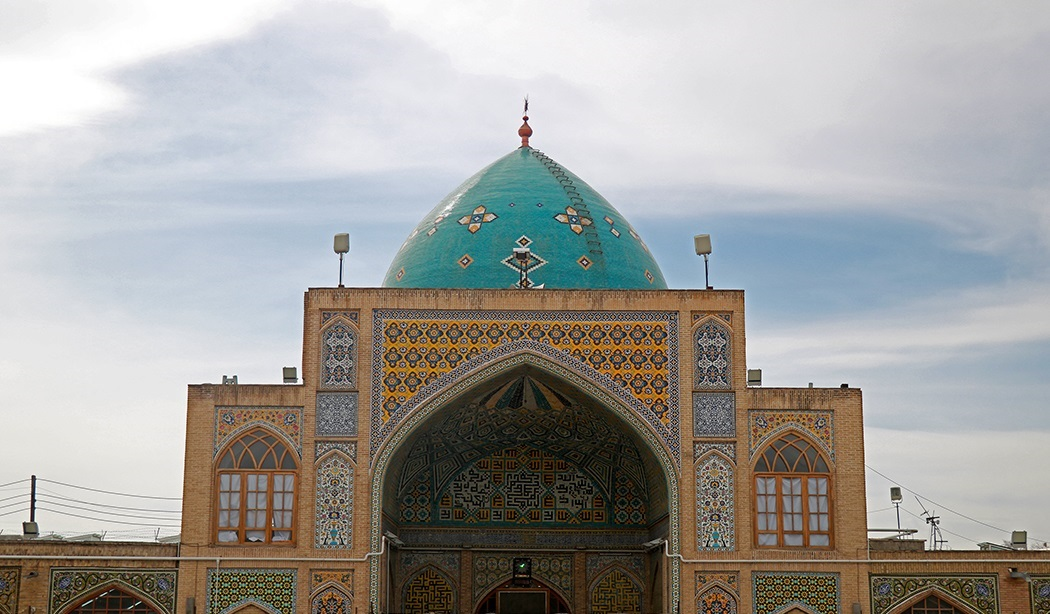
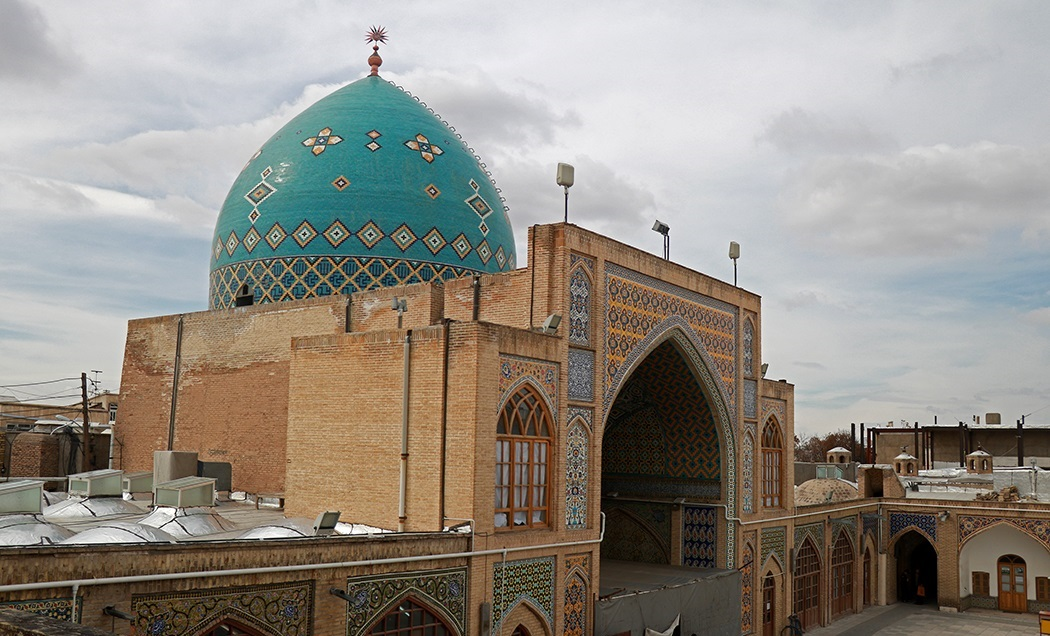
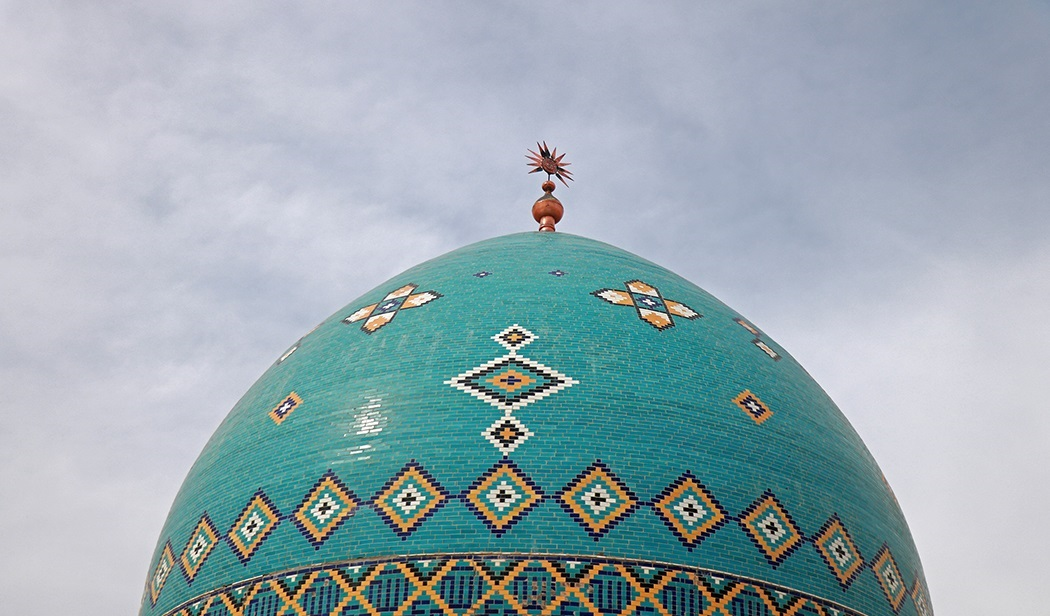
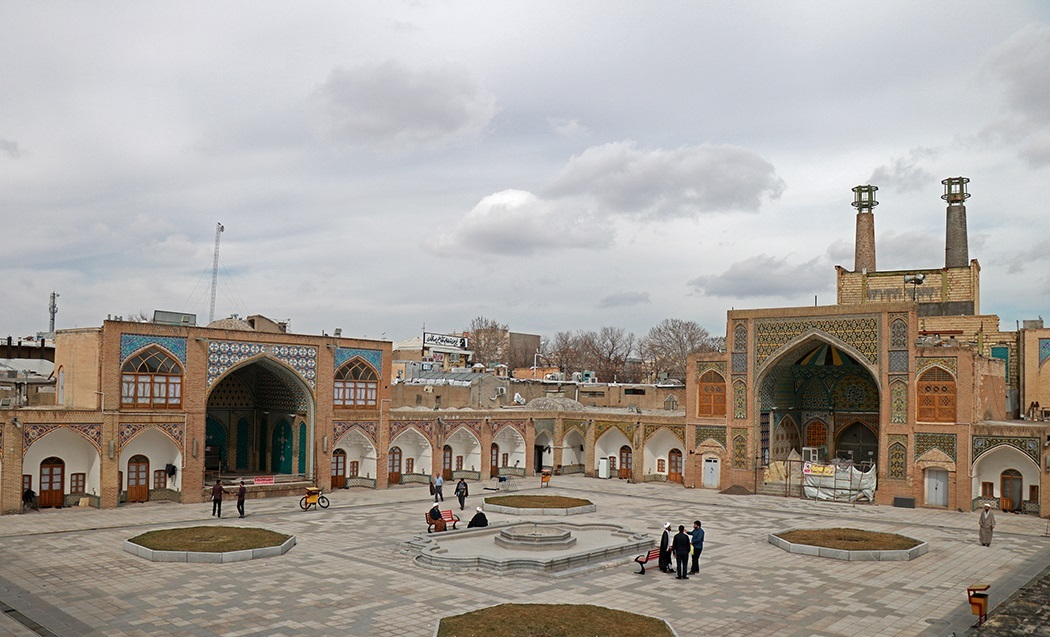
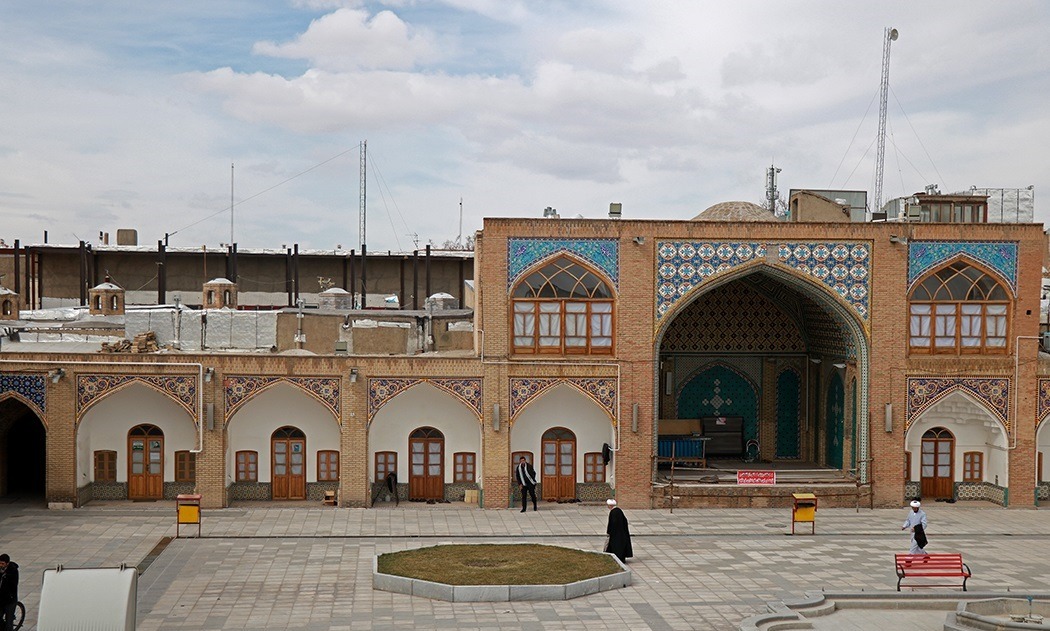
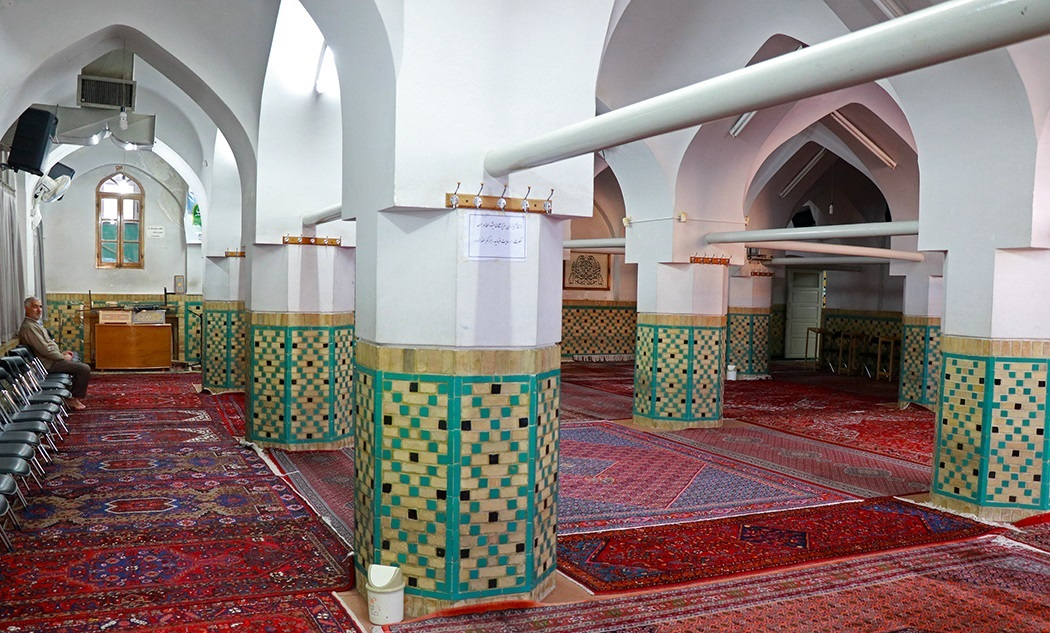
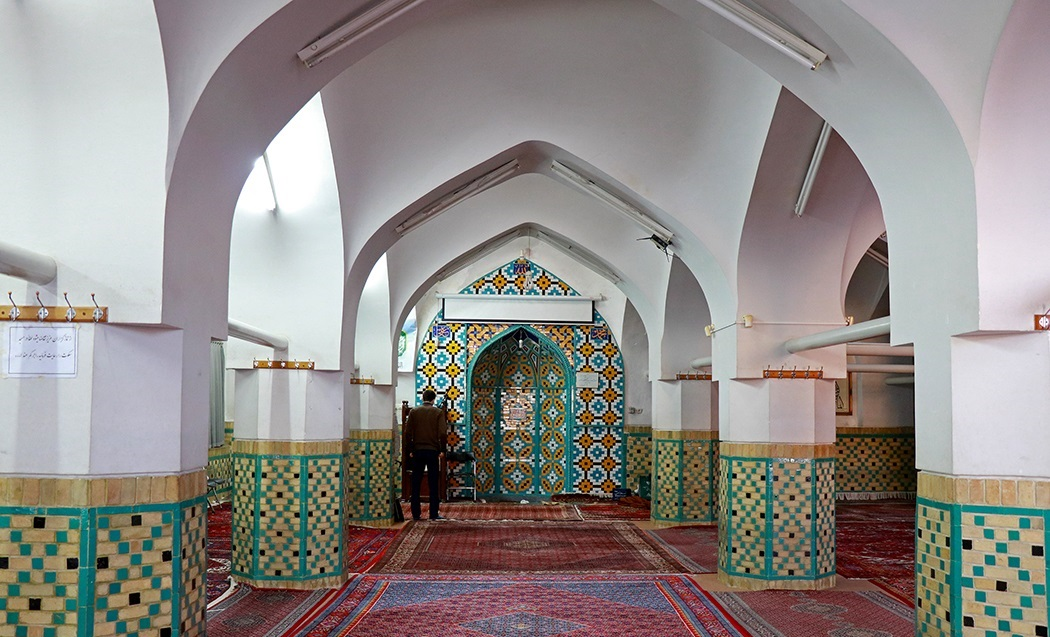